# Georgij Gapon
 Der er for få eller ingen kildehenvisninger i denne artikel, hvilket er et problem. Du kan hjælpe ved at angive troværdige kilder til de påstande, som fremføres i artiklen.

Fader Georgij Apollonovitj Gapon (russisk: Гео́ргий Аполло́нович Гапо́н, tr. Geórgij Apollónovitj Gapón, født 5. februar 1870 i Belyky, Poltava guvernement, død 28. marts 1906 i Oserki ved Sankt Petersborg) var en russisk ortodoks præst og populær aktivist, under den russiske revolution i 1905.